# Stewart Adams
Stewart Sanders Adams (ur. 1923 w Byfield, zm. 30 stycznia 2019 w Nottingham) – brytyjski farmakolog, współodkrywca ibuprofenu.
W 1945 roku ukończył studia na Uniwersytecie w Nottingham uzyskując stopień Bachelor of Pharmacy, a następnie stopień doktora farmakologii na Uniwersytecie w Leeds. Pracował w Boots Pure Drug Company, gdzie jego zespół badał środki przeciwbólowe. Tam też w 1961 roku współpracujący z nim chemik organik John Nicholson po raz pierwszy zsyntetyzował ibuprofen, a Adams zajmował się badaniami jego działania farmakologicznego. W 1977 roku został mianowany profesorem (special professor) na Uniwersytecie w Nottingham. Za swoje badania został w 1987 roku odznaczony Orderem Imperium Brytyjskiego.